# Ciwun
Ciwun (lit. tijūnas od łac. tivunus, białor. цівун, ros. тиун, rus. тивун) – urząd ziemski w Wielkim Księstwie Litewskim. Nazwa o nordyckim źródłosłowie zapożyczona z Rusi. 
Urząd powstał w XIV wieku, gdy Litwa rozpoczęła ekspansję na obszary Rusi, adaptując wiele zastanych tam rozwiązań prawno-ustrojowych. Początkowo ciwuni byli zarządcami lub dzierżawcami majątków książęcych. Takich majątków było na Litwie 12, natomiast na Żmudzi 14: ejragolski, wielko-dyrwiański, mało-dyrwiański, retowski, użwencki, pojurski, twerski, szadowski, berżański, tędziagolski, korszewski, wiekszwiański, gondyński i birżyniański. W późniejszym okresie, kiedy majątków królewskich ubywało, zmniejszyła się liczba ciwunów i funkcje przez nich pełnione. Konstytucja z 1588 r. przyznała ciwunowi pierwsze miejsce w hierarchii urzędów ziemskich na Litwie. W XVIII w. pozostało ich na Litwie już tylko dwóch: wileński i trocki – wybierani przez sejmiki a zatwierdzani przez króla. Na Żmudzi utrzymało się 12 – mianowanych przez króla.
Pierwsze miejsce w hierarchii urzędników ziemskich litewskich miało charakter czysto honorowy. Jedyną ich kompetencją było zagajanie sejmików ziemskich, co w innych województwach Wielkiego Księstwa było przypisane do kompetencji marszałków.
Na Żmudzi, gdzie był tylko jeden podkomorzy na cały obszar księstwa, według ustawy z 1764 roku ciwuni sprawowali sądy graniczne. Instancją apelacyjną od ich orzeczeń był kasztelan żmudzki. Tą ustawą określono niepołączalność urzędu ciwuna z sędzią ziemskim oraz grodzkim.